# Гвадалахара (Шпанија)
Гвадалахара (шп. Guadalajara) град је у Шпанији, главни град покрајине Гвадалахаре која се налази у аутономној заједници Кастиља-Ла Манча. Гвадалахара се налази на реци Енарес (шп. Henares).
Основали су је Ибери под именом Аријака (шп. Arriaca), што значи „каменита река”. Данашње име је добила од арапске речи wād al-ḥaŷara (арап. واد الحجرة o وادي الحجرة), што значи „каменита река”, или „долина тврђава”.

## Географија

### Клима
Гвадалахара има климу типичну за кастиљанску висораван. Лета су дуга, сува и топла, а зиме су исто тако дуге и оштре, док су пролећа и јесени кратки и свежи.

## Историја
На територији данашње Гвадалахаре постојао је римски град по имену Аријака, који су основали највероватније преромански народи, међутим, нема археолошких доказа о постојању овог града, већ само референци из разних текстова као на пример, Антонински пут.
Град Гвадалахара су основали Арапи у 8. веку. Првобитно је била погранична тврђава, под именом Вад ал Хајра, што би на арапском значило, „камена река”.
Историја Гвадалахаре током арапске доминације није много позната, сем да је била део таифе Гранада. Трагови тог периода се виде у мосту на реци Енарес и рушевинама Алказара.
Године 1085, Гвадалахару је освојио кастиљански краљ Алфонсо VI. Према хроникама из тог доба, освајање се приписује једном од Сидових људи, Алвару Фањезу. Од 1085. до Битке код Навас де Толоса 1212, град је учествовао у неколико ратова против Алморавида и Алмохада. Упркос ратовима, хришћанско становништво је успело да се дефинитивно утврди у граду путем досељавања људи са севера — Кастиљанаца из планинских крајева, Баска и Навара, а 1133. краљ Алфонсо VII им је доделио прве фуеросе (локалне законе), које је 1219. Фернандо III проширио. Током владавине Алфонса X, град је био под заштитом краља, што је допринело економском развоју и порасту становништва.
У другој половини 16. века, у град се доселила породица Мендоза, чија је историја надаље била тесно везана са Гвадалахаром. Тој породици су припадали Ињиго Лопез де Медноза, маркиз де Сантиљана, (1398—1458), познати ренесансни песник и војник, Педро Гонзалез де Мендоза (1428—1495), велики кардинал Шпаније и саветник Католичких краљева. Успон породице Мендоза којима је 1475. године била додељена титула војводе од Инфантада, допринео је економском развоју градског живота Гвадалахаре. Године 1460, краљ Енрике IV прогласио је Гвадалахару градом и потврдио њен глас у Кортесима.
У 17. веку, породица Мендоза се преселила у Мадрид, што је довело до опадања развоја града. Током Рата за шпанско наслеђе, Гвадалахара је била опљачкана. Филип V је обновио фабрику текстила у Гвадалахари која је функционисала у Алказару до почетка 19. века.
У 19. веку, Гвадалахара је претрпела велику штету у Шпанском рату за независност (1808—1813), а економском паду је допринело и затварање фабрике текстила 1822. године.
Године 1840, Гвадалахара је постала главни град покрајине и седиште јавних институција. У град такође долази Академија војних инжењера. Током целе друге половине 19. века као и прве половине 20. века, напредак је био спор, концентрисан на административне активности и без развоја индустрије.
Након Шпанског грађанског рата (1936—1939) у ком је град претрпео велике штете, 1959. године Гвадалахара се укључује у план развоја као полигон за индустријско растерећивање Мадрида и од тада до дан-данас развој овог града је релативно брз и у сталном успону.

## Становништво
Према процени, у граду је 2008. живело 81.221 становника.

| 1981.  | 1989.  | 1991.  | 2001.  | 2002.  |
| ------ | ------ | ------ | ------ | ------ |
| 55.137 | 63.649 | 63.649 | 68.248 | 68.248 |

## Споменици културе
1. Палата Инфантадо (шп. Palacio del Infantado) (15. век)
2. Црква св. Јакова (шп. Iglesia de Santiago) (14. век)
3. Црква св. Хил (шп. Iglesia de San Gil), (12—13. век), остаци.
4. Црква нуестра сењора ла Антигва (шп. Iglesia de Nuestra Señora la Antigua), (12-20. век)
5. Конкатедрала св. Марија (шп. Concatedral de Santa María) (мудехарска архитектура, 13. век)
6. Стара црква де лос Ремедиос (шп. Antigua Iglesia de los Remedios), (16. век)
7. Црква св. Хинес (шп. Iglesia de San Ginés) (16. век)
8. Црква Кармен (шп. Iglesia del Carmen) (17. век)
9. Црква св. Николе (шп. Iglesia de San Nicolás) (17. век)
10. Црква старог францисканског манастира (шп. Iglesia del Antiguo Convento de San Francisco) (16. век)
11. Капела Луис де Лусена (шп. Capilla de Luis de Lucena) (16. век)
12. Палата дон Антонија де Мендозе и стари манастир де ла Пиједад (шп. Palacio de Don Antonio de Mendoza y antiguo Convento de la Piedad) (15. век — ренесанса)
13. Остаци старог Алказара и капије на зидинама града — Алварфањез, Аламин и Беханке (шп. Restos del antiguo Alcázar y de puertas de la muralla de la ciudad —  Alvarfáñez, Alamín y Bejanque)

## Прославе
- Процесија Апостола (шп. Procesión de los Apóstoles), део церемоније Корпус Кристи (лат. Corpus Christi). Потиче из 15. века
- Прослава заштитнице града, Вирхен де ла Антигва (8. септембар)

## Занимљивости
- Мексички град Гвадалахара основао је Нуњо Белтран де Гусман, родом из шпанске Гвадалахаре.
- Грб Гвадалахаре представља Алвара Фанеза де Минају како улази у град ноћу током освајања.

### Познате личности родом из Гвадалахаре
- Алвар Фанез де Минаја, хришћански освајач Гвадалахаре.
- Нуњо Белтран де Гусман, оснивач Гвадалахаре у Мексику.
- Антонио Буеро Ваљехо, писац 20. века
- Франсиско Фернандез Ипарагире, апотекар, лингвиста и ботаничар

## Партнерски градови
- Ливорно
- Роан
- Њитра
- Парма
- Нанитон
- Гвадалахара
- Буга

## Галерија
- Парохија Св. Никола
- Пантеон грофице Севиљано
- Општина
- Алказар
- Парк Конкордија
- Палата Инфантадо
- Конкатедрал Св. Марија
- Главна улица